# Gayo (population)

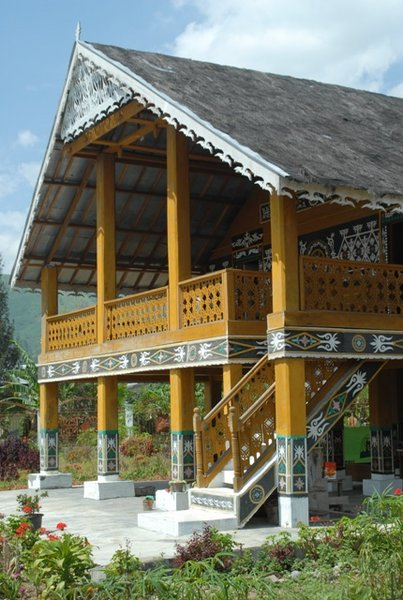
Maison gayo dite pitu ruang ("sept pièces")

Les Gayo sont une population du nord de l'île de Sumatra en Indonésie. Au nombre de 180 000 (1989), ils vivent dans les hautes terres de la province d'Aceh, principalement dans les kabupaten d'Aceh central, de Bener Meriah et de Gayo Lues.
Nova Iriansyah, gouverneur d'Aceh (en) de 2018 à 2022 appartient à ce peuple. 

## Langue et culture

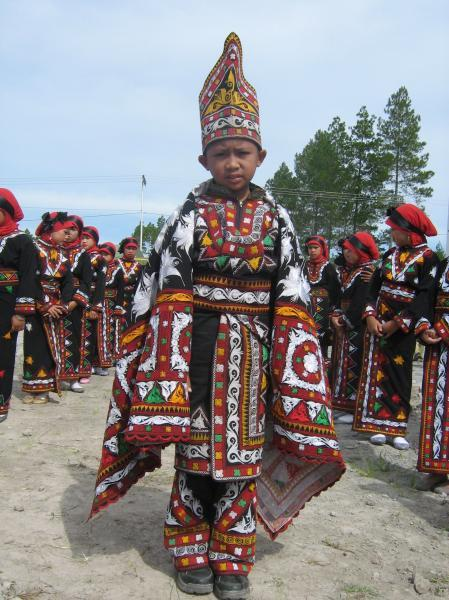
La danse Guel

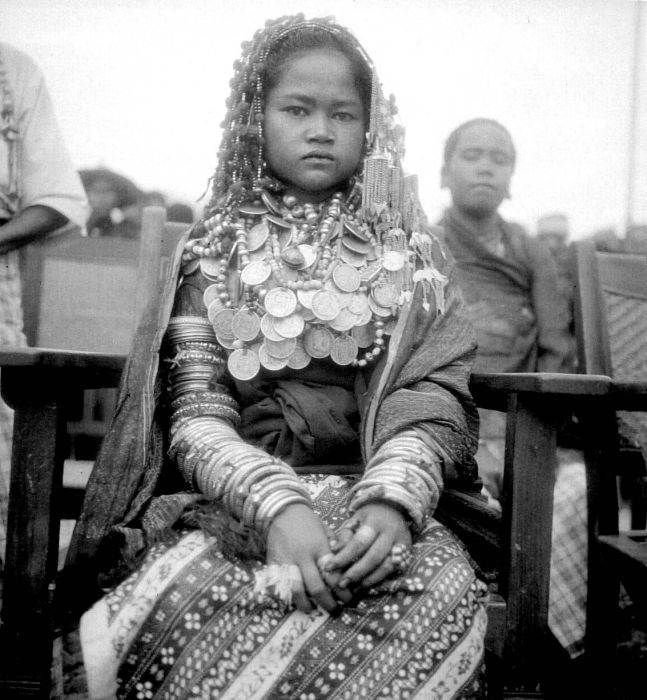
Jeune mariée gayo (1939)

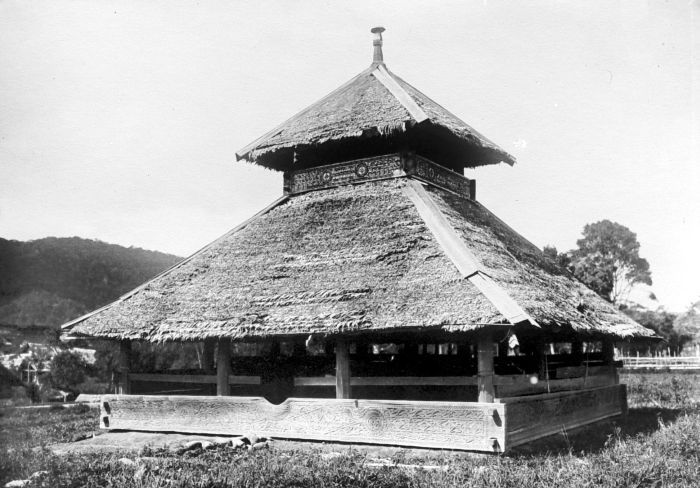
Mosquée à Takengon (1910-1930)

La langue gayo appartient au rameau des langues sumatriennes de la branche malayo-polynésienne des langues austronésiennes.
Culturellement, les Gayo sont plus proches des Batak de la province voisine de Sumatra du Nord que des Achinais.